# Melicope polyadenia
Melicope polyadenia är en vinruteväxtart som beskrevs av Merrill & Perry. Melicope polyadenia ingår i släktet Melicope och familjen vinruteväxter. Inga underarter finns listade i Catalogue of Life.